# 奥布拉兹佐沃-特拉维诺村委员会
奥布拉兹佐沃-特拉维诺村委员会（俄语：Образцово-Травинский сельсовет）是俄罗斯联邦阿斯特拉罕州卡梅贾克区所属的一个村委员会。其下辖有3个居民点，行政中心为奥布拉兹佐沃-特拉维诺。据2015年统计，该村委员会的人口为3267人。